# Groutiella mucronifolia
Groutiella mucronifolia là một loài Rêu trong họ Orthotrichaceae. Loài này được (Hook. & Grev.) H.A. Crum & Steere mô tả khoa học đầu tiên năm 1950.